# Mick Foley

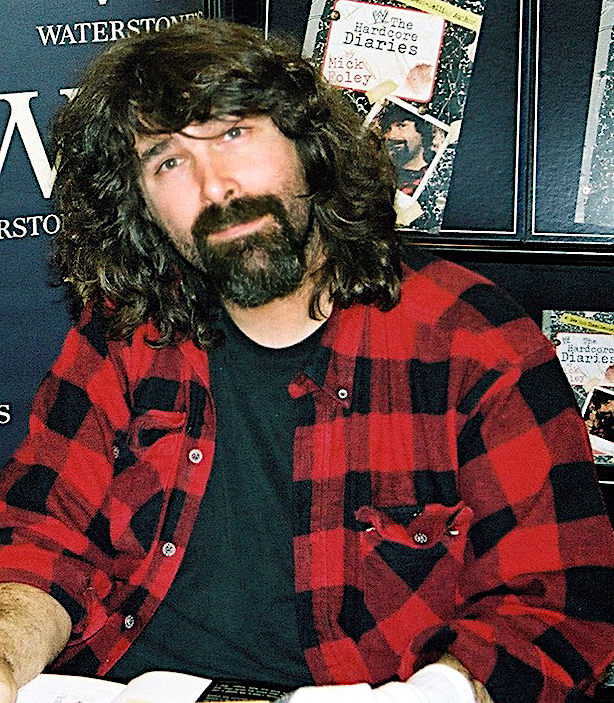
Mick Foley

Michael Francis "Mick" Foley Sr. (n. 7 iunie 1965) este un actor, autor, comediant, actor de voce, precum și wrestler profesionist semi-retras american. El a lucrat pentru multe promoții, inclusiv World Wrestling Entertainment (WWE, fostă World Wrestling Federation), World Championship Wrestling (WCW), Total Nonstop Action Wrestling (TNA), National Wrestling Alliance (NWA) ș.a. Este adesea menționat ca "Legenda Hardcore" (The Hardcore Legend), un pseudonim pe care îl împarte cu Terry Funk.

## Filmografie

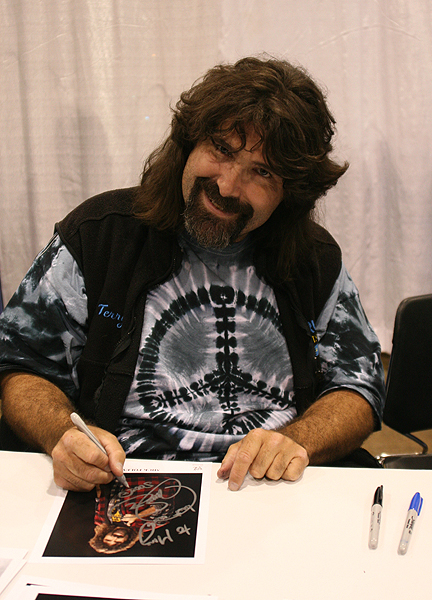
Mick Foley în 2009

- 2014: I Am Santa Claus – în rolul proprieri persoane
- 2012: "Celebrity Wife Swap" – în rolul proprieri persoane
- 2012: 30 Rock – în rolul lui Mankind (1 episod, "The Ballad of Kennith Parcell")
- 2010: Family Feud – în rolul proprieri persoane (5 episodes)
- 2010: "Warren the Ape: Anger Management" – în rolul proprieri persoane.
- 2010: Savage Hot Babe Massacre
- 2009–2013: The Daily Show – Himself (Job Title: "Senior Ass Kicker")(3 episodes)
- 2009: Hard Knocks – în rolul lui TBA (Post-Production)
- 2009: Squidbillies – în rolul lui Thunderclap (1 episod, Anabolic-Holic)
- 2009: Bloodstained Memoirs – în rolul proprieri persoane
- 2007: Anamorph – în rolul lui Antique Store Owner
- 2007: Staten Island – în rolul lui Pawn Shop Owner
- 2006–2007: Avatar: The Last Airbender – în rolul lui The Boulder (Voice, 2 Episodes)
- 2003: Jimmy Kimmel Live! – în rolul proprieri persoane (Guest Co-Host, 5 Episodes)
- 2001: The Tonight Show with Jay Leno – în rolul proprieri persoane (1 episod)
- 2001: Who Wants to Be a Millionaire? – în rolul proprieri persoane (Contestant)
- 2001–2002: Robot Wars: Extreme Warriors – în rolul proprieri persoane (Host)
- 2000: Saturday Night Live – în rolul proprieri persoane (1 episod)
- 2000: Big Money Hustlas – în rolul lui Cactus Sac
- 2000: Now and Again – în rolul lui Charlie (1 episod, "The Eggman Cometh")
- 2000: Celebrity Death Match – în rolul lui Mankind (1 episod, "Battle of the Heavy Metal Headbangers")
- 1999: Late Night with Conan O'Brien – în rolul proprieri persoane (1 episod)
- 1999: The Martin Short Show – în rolul proprieri persoane (1 episod)
- 1999: The Howard Stern Show – în rolul proprieri persoane (1 episod)
- 1999–2001: The Howard Stern Radio Show – în rolul proprieri persoane (3 Episodes)
- 1999: G vs E – în rolul proprieri persoane (1 episod, "Sunday Night Evil")
- 1999: Boy Meets World – în rolul lui Mankind (1 episod, "For Love And Apartments")
- 1999: Total Request Live – în rolul lui Mankind (1 episod)
- 1999: Beyond the Mat – în rolul proprieri persoane